# Сражение у озера Кукунор

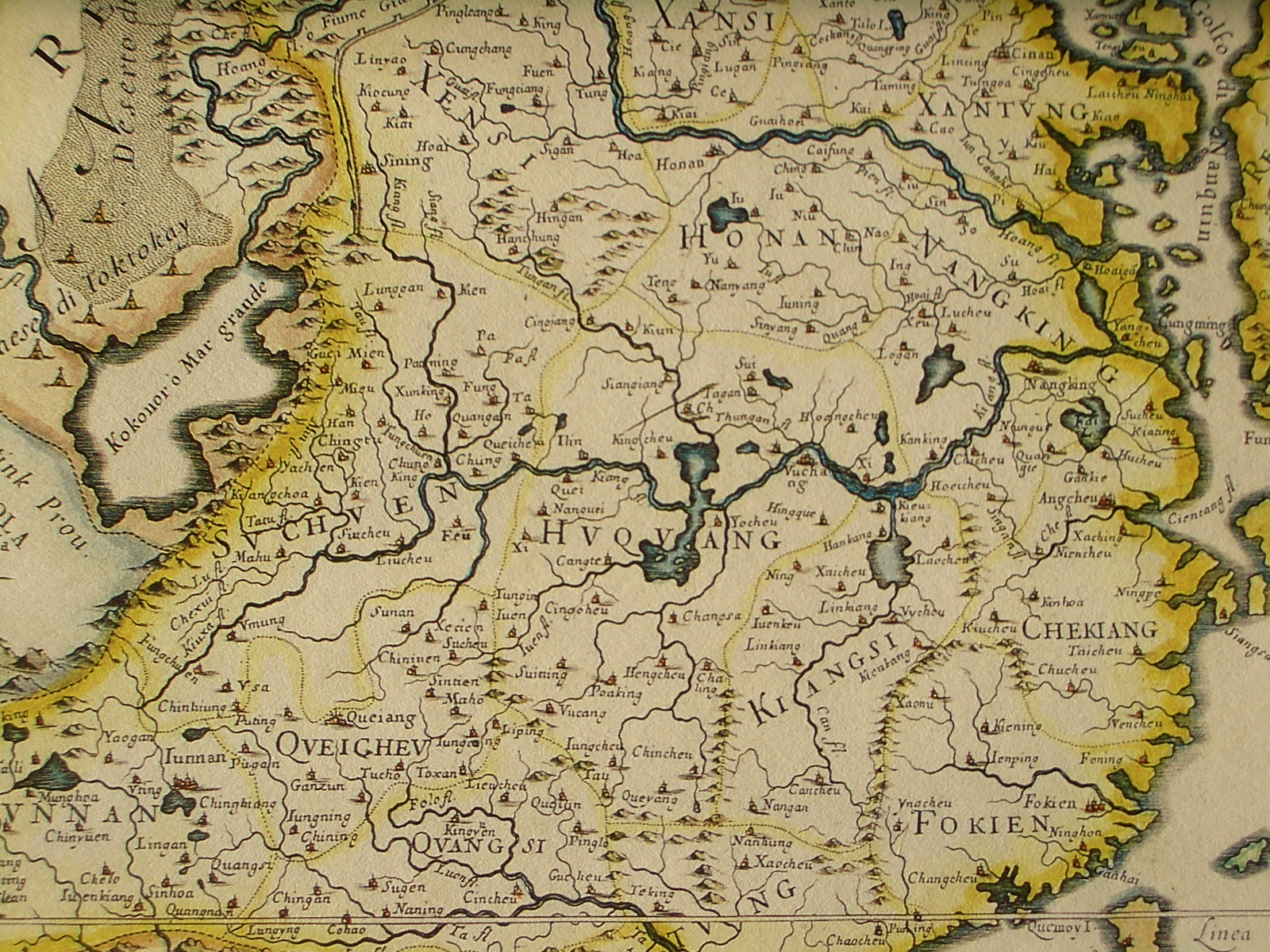
Старая карта озера Кукунор. 1682 г.

Сражение у озера Кукунор — вооруженный конфликт между враждующими монгольскими кланами, произошедший в 1637 году у озера Кукунор, в результате которых духовная гегемония в Тибете перешла от «красношапочной» школы кагью к «желтошапочникам» из гелуг.

## Предыстория
Начиная с XIV веке в Тибете доминировала школа кагью, которую активно поддерживали монгольские правители, контролирующие регион. Однако с падением династии Юань начался некоторый кризис. Начала усиливаться школа гелуг, для борьбы с которой халха-монгольский хан Цогто-тайджи послал в 1635 году войско Арсалан-тайджи. Однако Далай-лама V через монаха Гару-лозава обратился за помощью к ойратскому правителю Гуши-хану. В пределах Тибета Цогто-тайджи оказался в связи с тем, что маньчжуры вытеснили его с родовых кочевий.

## Противоборствующие стороны
Одну из сторон конфликта представлял ойратский правитель Гуши-хан, выступивший еще в 1636 году из Джунгарии в союзе с подданными джунгарских правителей. Численность его армии составлял один тумен (10 тысяч человек, или 5 тысяч воинов). Ойратское войско имело следующее построение: в центре находились хошуты. На левом фланге сражалось войско олётов, которое назвали «зюнгарын цэрэг», то есть войском левого крыла, «джунгарским войском» (им командовал Эрдэни-Батур). На правом фланге стояли торгутские воины, в арьергарде находились дербеты и хойты. Как сообщается в ойратском историческом сочинении «История Хо-Урлюка», с этого времени за олётами закрепилось название «зюнгар» (джунгары).
В этой военной кампании 1637 года приняли участие также и другие князья из всех ойратских этнополитических объединений: от хошутов — Дуургэчи-нойон, от олётов (джунгаров) — Мэргэн-Дайчин, от торгутов — Тэнэс-Мэргэн-Тэмэнэ, Мэргэн-Джинон и Гомбо-Йэлдэнг, от хойтов — Султан-тайши и Сумэр-тайши, от дербетов — Далай-тайши, Бумбу-Йэлдэнг и другие.
Другую сторону представлял Цогто-тайджи из рода Даян-хана, под началом которого было 3 тумена (30 тысяч человек).

## Битва и ее значение
В ходе внезапного нападения Гуши-хан одержал крупную победу. «Вершины двух гор покраснели от крови, и с тех пор эти вершины называют Большим и Малым Улан-Хошо», как писали современники. Победа привела к появлению крупного Хошутского ханства и расцвету буддийской школы гелуг. К 1642 году все области Тибета оказались под властью Гуши-хана, в Лхасе при дворе Далай-ламы V было создано светское правительство. Гуши-хан до своей смерти в 1654 году являлся фактическим правителем Тибета.